# Callideriphus tucumanus
Callideriphus tucumanus là một loài bọ cánh cứng trong họ Cerambycidae.